# Region Banja Luka

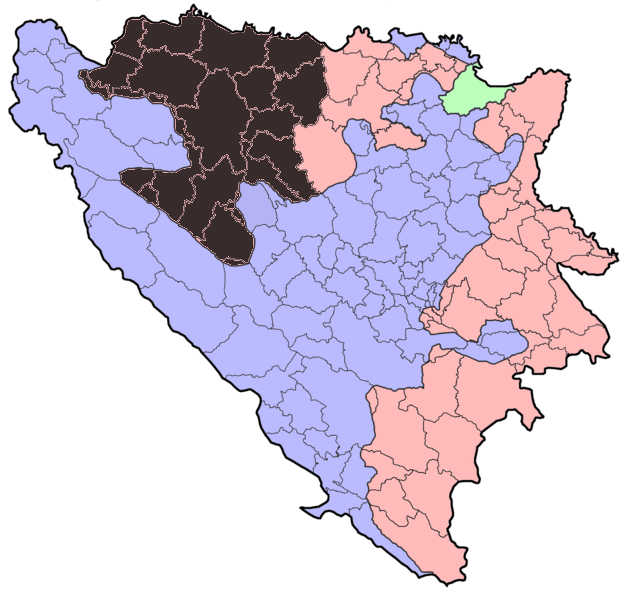
Lage der Region in Bosnien und Herzegowina (schwarz)

Die Region Banja Luka ist eine von sieben Regionen der Republika Srpska in Bosnien und Herzegowina. Sie befindet sich im Nordwesten des Landes und ist die größte und mit 709.000 Einwohnern einwohnerstärkste Region. Die Bevölkerung setzt sich überwiegend aus bosnischen Serben zusammen.
Die nominelle Hauptstadt des Gebietes ist Banja Luka mit 224.647 Einwohnern (ca. 308.000 Einwohner engere Agglomeration). 

## Gemeinden
Die Region ist unterteilt in 22 Gemeinden: 
1. Banja Luka (Stadtgemeinde)
2. Gradiška
3. Kostajnica
4. Čelinac
5. Istočni Drvar
6. Jezero
7. Kneževo (auch Skender Vakuf)
8. Kotor Varoš
9. Kozarska Dubica (auch Bosanska Dubica)
10. Krupa na Uni (zuvor Teil von Bosanska Krupa)
11. Kupres
12. Laktaši
13. Mrkonjić Grad
14. Novi Grad (auch Bosanski Novi)
15. Oštra Luka (zuvor Teil von Sanski Most)
16. Petrovac (zuvor Teil von Bosanski Petrovac)
17. Prijedor
18. Prnjavor
19. Ribnik
20. Srbac
21. Šipovo
22. Teslić